# مقبرة دين
مقبرة دين (بالإنجليزية: Dean Cemetery)‏، وتُعرف أيضًا باسم مقبرة إدنبرة الغربية (بالإنجليزية: Edinburgh Western Cemetery)‏ هي مقبرة فيكتورية ذات أهمية تاريخية تقع شمال قرية دين، الواقعة إلى الغرب من مدينة إدنبرة الإسكتلندية.
أُنشئت المقبرة سنة 1846، وتميزت بشواهد قبورها ذات الثراء الفني والقيمة التاريخية، والتي تعد مصدرًا هامًا لتاريخ إدنبرة في العصر الفكتوري، ولا سيما تاريخ الطبقتين الوسطى والعليا. توسعت المقبرة إلى الشمال سنة 1871، ثم ضيفت إليها في القرن العشرين توسعات تقع على مقربة من أرض المقبرة التاريخية ولكنها منفصلة عنها.
تحتوي المقبرة على منحوتات قيمة للعديد من النحاتين البريطانيين البارزين أمثال السير جون ستيل وجون هاتشيسون وفرانسيس جون ويليامسون وأميليا روبرتسون هيل وويليام غرانت ستيفنسون وتشارلز ماكبرايد.

## مشاهير دُفنوا في المقبرة
- إيزابيلا بيرد: رحالة وكاتبة ومصورة فوتوغرافية، كانت أول امرأة تُقبل زميلة للجمعية الجغرافية الملكية.
- بايروم برامويل (1847 ـ 1921): جراح مخ وأعصاب.
- جوزيف بيل (1837 ـ 1911): محاضر شهير في مدرسة طب جامعة إدنبرة. كان طبيبًا خاصًا للملكة فيكتوريا.
- جون أندرسون (1833 ـ 1900): عالم حيوان.
- جون هيوز بينيت (1812 ـ 1875): عالم وظائف أعضاء.
- جيمس ديفيد فوربس (1809 ـ 1868): مخترع مقياس الزلازل.
- عالم التشريح البروفيسور دانيال جون كاننغهام (1850 ـ 1909) وابنه الجنرال سير ألان كاننغهام (1887 ـ 1983).
- روبرت جيمس بلير كاننغهام (1841 ـ 1903): عالم أدلة جنائية ووظائف أعضاء.
- رونالد فيربيرن (1889 ـ 1964): عالم نفس.